# Robert Liljequist
Hans Robert Liljequist (* 27. Januar 1971 in Helsinki) ist ein finnischer Badmintonspieler. 

## Karriere
Robert Liljequist nahm 1992 und 1996 im Herreneinzel an Olympia teil. Bei seinem ersten Start wurde er dabei 17., beim zweiten nur noch 33. National gewann er sechs Titel in seiner Heimat Finnland. Des Weiteren siegte er 1991 bei den Czechoslovakian International und den Bulgarian International sowie 1998 bei den Baltic Championships.

## Sportliche Erfolge
| Saison | Veranstaltung                                | Disziplin    | Platz | Name                                   |
| ------ | -------------------------------------------- | ------------ | ----- | -------------------------------------- |
| 1988   | Finnland: Einzelmeisterschaften der Junioren | Herreneinzel | 1     | Robert Liljequist                      |
| 1989   | Finnland: Einzelmeisterschaften der Junioren | Mixed        | 1     | Robert Liljequist / Johanna Fröman     |
| 1989   | Finnland: Einzelmeisterschaften der Junioren | Herreneinzel | 1     | Robert Liljequist                      |
| 1989   | Finnland: Einzelmeisterschaften der Junioren | Herrendoppel | 1     | Robert Liljequist / Ari Turunen        |
| 1990   | Finnland: Einzelmeisterschaften              | Herrendoppel | 1     | Ronald von Hertzen / Robert Liljequist |
| 1991   | Czechoslovakian International                | Herreneinzel | 1     | Robert Liljequist                      |
| 1991   | Bulgarian International                      | Herreneinzel | 1     | Robert Liljequist                      |
| 1992   | Finnland: Einzelmeisterschaften              | Herrendoppel | 1     | Robert Liljequist / Tony Tuominen      |
| 1992   | Olympia                                      | Herreneinzel | 17    | Robert Liljequist                      |
| 1994   | Finnland: Einzelmeisterschaften              | Herreneinzel | 1     | Robert Liljequist                      |
| 1994   | French Open                                  | Herreneinzel | 2     | Robert Liljequist                      |
| 1995   | Finnland: Einzelmeisterschaften              | Herreneinzel | 1     | Robert Liljequist                      |
| 1996   | Finnland: Einzelmeisterschaften              | Herreneinzel | 1     | Robert Liljequist                      |
| 1996   | Olympia                                      | Herreneinzel | 33    | Robert Liljequist                      |
| 1997   | Finnland: Einzelmeisterschaften              | Herreneinzel | 1     | Robert Liljequist                      |
| 1998   | Baltic Championships                         | Herreneinzel | 1     | Robert Liljequist                      |